# Pedro Villarreal
Pedro Villarreal (né le 9 décembre 1987 à Edinburg, Texas, États-Unis) est un lanceur de relève droitier des Ligues majeures de baseball jouant avec les Reds de Cincinnati.

## Carrière
Pedro Villarreal est un choix de septième ronde des Reds de Cincinnati en 2008. Il fait ses débuts dans le baseball majeur avec les Reds comme lanceur de relève le 5 septembre 2012.
Après avoir joué 14 matchs des Reds entre 2012 et 2014, il lance 50 manches en 29 apparitions au monticule au cours de la saison 2015 et maintient une moyenne de points mérités de 3,42.